# イスパニア (小惑星)
イスパニア (804 Hispania) は小惑星帯の小惑星である。スペインの天文学者ホセ・コマス・ソラがバルセロナのファブラ天文台で発見した。
スペイン人により初めて小惑星が発見されたことを記念して、スペインのラテン語名にちなんで命名された。